# Osaby
Osaby säteri är en herrgård i Tävelsås socken i Växjö kommun med anor från medeltiden. Gården med det välbevarade odlingslandskapet omkring ägs sedan 1969 av Naturskyddsföreningen.
I Juni 2020 såldes huvudbyggnad & övriga byggnader till Nils Hector med planer på att gjuta nytt liv i fastigheten med vandrarhem, festsalar och evenemang. Detta under namnet Herrgård de luxe.  
Osaby ligger på Vederslövssjöns östra sida, ungefär 15 kilometer söder om Växjö. Ursprungligen tillhörde det Tofta socken, som 1785 sammanfogades med Tävelsås socken. Osaby nämns första gången i skrift 1403. Från 1500-talet till 1720 ägdes godset av släkten Ulfsax. Den nuvarande huvudbyggnaden uppfördes 1852 av generalen Erland Hederstierna, vars ättlingar ägde Osaby till 1916. År 1936 köptes gården av professor emeritus Frans Wilhelm Törne (1870-1949) från Lund. Hans döttrar innehade gården till sin död 1969, då hela gården testamenterades till Naturskyddsföreningen.
Invid gården ligger Osaby naturreservat med flera vandringsleder i den lövträdsrika omgivningen.